# Feliks Kon

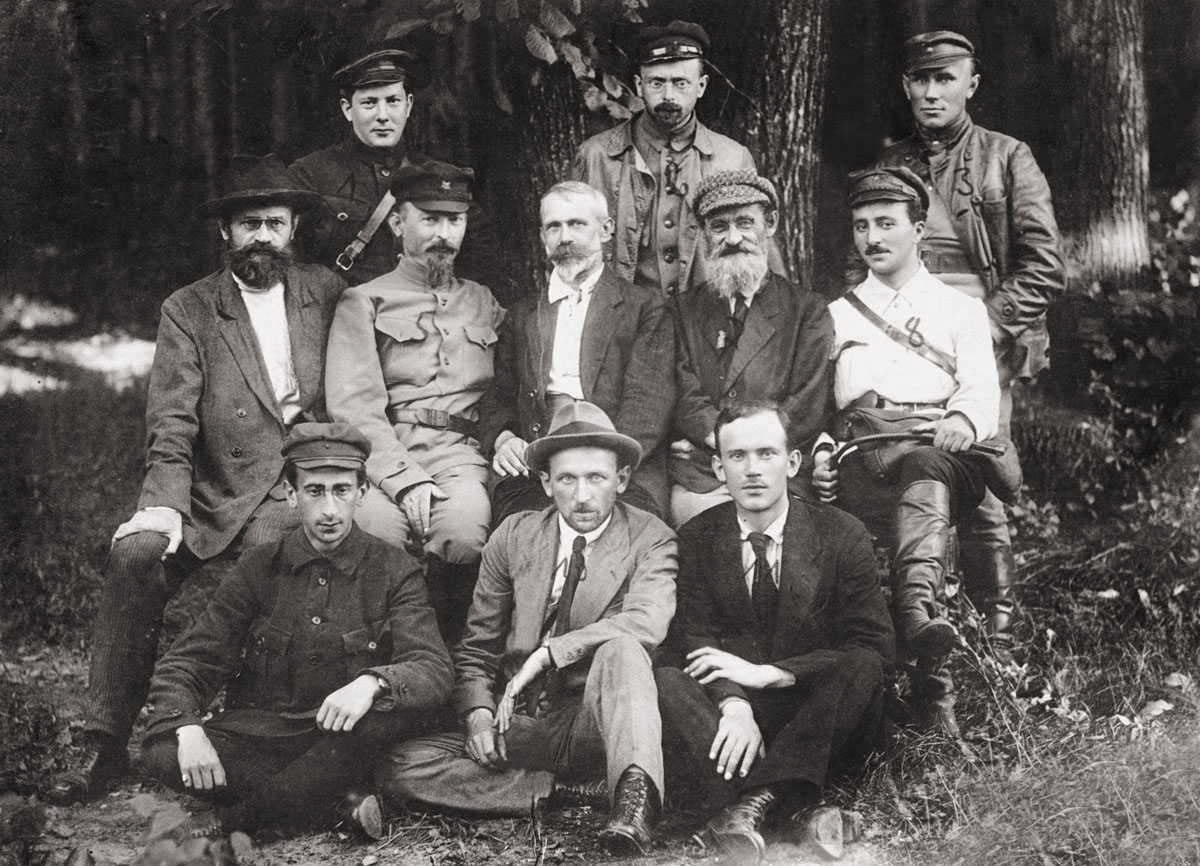
Członkowie Polrewkomu, drugi od prawej w centrum Feliks Kon

Feliks Kon (pseudonimy i kryptonimy: Bolesław Stożyński, Bolesław Janowski, Bolesławski, Bolesławski Feliks, Fis, F. C., F. K., Stogów, Stożek; ur. 30 maja 1864 w Warszawie, zm. 28 lipca 1941 w Moskwie) – polski socjalista i komunista pochodzenia żydowskiego, działacz ruchu robotniczego, ojciec Heleny Usijewicz.

## Życiorys
Urodził się w zamożnej rodzinie kupieckiej. Syn Jakuba Jankiela i Pauliny (1836–1916) z domu Heilpern, siostry Maksymiliana. Był bratem Heleny Heryng i Eugenii Lubliner. Rodzina związana była z polską tradycją narodową. Ojciec brał udział w Wiośnie Ludów w Galicji, matka i jej brat Izydor byli uczestnikami powstania styczniowego (Izydor był adiutantem Mariana Langiewicza). Wychowany w polskiej atmosferze patriotycznej, w czasie nauki w II Gimnazjum Filologicznym w Warszawie ścierał się z nauczycielami-rusyfikatorami.
W 1883 rozpoczął studia na Wydział Prawa Cesarskiego Uniwersytetu Warszawskiego. Członek I Proletariatu. Aresztowany w 1884, osadzony w Cytadeli Warszawskiej, oskarżony był m.in. o udział w przygotowaniu zamachu bombowego na biuro prokuratora Warszawskiej Izby Sądowej. W 1886 skazany na dziesięć lat i osiem miesięcy katorgi, karę złagodzono ostatecznie do ośmiu lat. Relegowany z uczelni. Katorgę odbywał w obwodzie zabajkalskim nad rzeką Karą (dopływ Szyłki). Po odbyciu katorgi od grudnia 1890 na zesłaniu w obwodzie jakuckim. W Jakucku prowadził badania etnograficzne i antropologiczne, interesował się problematyką rolnictwa syberyjskiego. Publikował na ten temat w Pamjatnoj Kniżkie Kraju Jakuckiego i w Zapiskach Vostočnogo Otdela Geografičnogo Obščestva.
W 1892 ożenił się z Krystyną Grynberg (ur. 1857), działaczką Narodnej Woli, skazaną w procesie 17 członków partii w 1883 na 15 lat katorgi. W okresie pobytu w Jakucji napisał wiele nowel i opowiadań z życia zesłańców politycznych, w tym opowiadanie: W jakuckiej jurcie, opublikowane później w 1902 w Kurierze Lwowskim. W 1895 otrzymał zezwolenie na wolne osiedlenie i wyjechał do Irkucka. Wydalony po kilku tygodniach, udał się do Bałagańska, a następnie do Minusińska. Współpracował tam z lokalnym muzeum, opiekował się biblioteką. Kontynuował badania w dziedzinie etnografii i antropologii. Na zaproszenie Wydziału Antropologicznego Towarzystwa Przyrodniczego w Moskwie brał udział w ekspedycji naukowej do Kraju Urianchajskiego, po wyprawie otrzymał od Wydziału Antropologicznego złoty medal oraz nagrodę im. Rascwietowa. Publikował w Russkom Antropologičeskom Žurnale i w gazecie Sybirskaja Žizń. W Minusińsku zetknął się z przebywającymi na zesłaniu działaczami Socjaldemokratycznej Partii Robotniczej Rosji (SDPRR), w tym po raz pierwszy z Włodzimierzem Leninem i Leonidem Krasinem.
Po odbyciu kary powrócił w połowie 1904 do Warszawy. Rozpoczął działalność polityczną w nielegalnej Polskiej Partii Socjalistycznej (PPS), wkrótce został jednym z przywódców jej lewego skrzydła – tzw. młodych. Według Adama i Lidii Ciołkoszów:

„Młodzi” dostosować chcieli cele walki proletariatu polskiego do potrzeb rosyjskiego ruchu rewolucyjnego. Uważając osiągnięcie niepodległości w ówczesnych warunkach za niemożliwe odsuwali je w daleką przyszłość i poprzestawali na postulacie usamodzielnienia Królestwa Polskiego w ramach republikańskiego i demokratycznego państwa rosyjskiego. Natomiast „starzy” w dalszym ciągu jako cel walki klasy robotniczej stawiali niepodległą polską republikę demokratyczną, w taktyce zaś rewolucyjnej zachowywali samodzielność polskiego ruchu socjalistycznego, chociaż bynajmniej nie wykluczali koordynacji sił w walce ze wspólnym wrogiem – caratem.

 Uczestniczył w rewolucji 1905 roku. Od czerwca 1905 współredaktor Kuriera Codziennego (w grudniu 1905 krótkotrwały jedyny legalny organ PPS, zamknięty przez władze rosyjskie), współpracował też z nielegalnym „Robotnikiem”. Na VII zjeździe PPS (5–7 III 1905 w Warszawie) wybrany został do nowo utworzonego Wydziału Prasowego. Na Radzie Czerwcowej PPS (15–18 VI 1905 r. w Józefowie), gdzie opowiedział się za programem politycznym tzw. młodych, wybrano go wówczas do nowo wyłonionego Centralnego Komitetu Robotniczego (CKR), w którego składzie pozostawał do czerwca 1906. W kwietniu 1906 był jednym z organizatorów słynnej akcji uprowadzenia z Pawiaka przez grupę bojowców Organizacji Bojowej PPS na czele z Janem Gorzechowskim – Jurem 10 więźniów politycznych skazanych na karę śmierci przez wojskowy sąd doraźny. W czerwcu 1906 uczestniczył w III Radzie PPS, na której w wyniku nacisku starych do nowego CKR nie wybrano żadnego z dotychczasowych przedstawicieli lewicy PPS, w tym Kona. Uczestniczył w IX Zjeździe PPS (19–25 XI 1906 w Wiedniu), na którym doszło do rozłamu w partii na PPS-Frakcję Rewolucyjną i PPS-Lewicę. Po zjeździe, nie wchodząc formalnie w skład władz PPS-Lewicy, był jednym z jej kierowniczych działaczy. Aresztowany podczas zebrania w Warszawie w listopadzie 1906, osadzony na Pawiaku, gdzie przebywali wówczas: Feliks Dzierżyński, Adolf Warski i Jakub Fürstenberg-Hanecki, zwolniony w marcu 1907 za kaucją, wyjechał do Galicji. Przebywał w Krakowie, a następnie w Drohobyczu, Borysławiu i Lwowie. Podczas pobytu w Drohobyczu był dyrektorem robotniczej Kasy Chorych. W Galicji działał w ośrodkach zagranicznych PPS-Lewicy i jej sekcjach w Borysławiu i Lwowie.
W sierpniu 1907 był reprezentantem CKR PPS-Lewicy na VII Kongresie II Międzynarodówki w Stuttgarcie, po raz drugi w życiu zetknął się wówczas z Leninem. W czerwcu 1914 wziął udział w pertraktacjach PPS-Lewicy z przedstawicielami Zarządu Głównego Socjaldemokracji Królestwa Polskiego i Litwy (ZG SDKPiL) – głównie z Adolfem Warskim – w sprawie zjednoczenia obu partii. Po wybuchu I wojny światowej jako członek sekretariatu Związku Pomocy dla Więźniów Politycznych, poprzez Wiktora Adlera, interweniował o uwolnienie Lenina, aresztowanego przez władze austriackie po wybuchu wojny. Lenin został wówczas w wyniku interwencji austriackich socjaldemokratów ostatecznie uwolniony.
Po wybuchu I wojny światowej pierwotnie związany z grupą lewicowo-centrystycznych mieńszewików, nastawionych internacjonalistycznie, skupioną wokół Martowa. Poparł początkowo ideę tworzenia Legionów, później podzielił antywojenne stanowisko PPS-Lewicy. Emigrował do Szwajcarii, gdzie działał w miejscowej partii socjaldemokratycznej. Jako delegat PPS-Lewicy uczestniczył w zebraniu polskiej delegacji na konferencję w Zimmerwaldzie (1915), później działał w tzw. socjaldemokratycznej lewicy zimmerwaldzkiej.
W 1917, po rewolucji lutowej i obaleniu caratu powrócił wraz z innymi rosyjskimi emigrantami socjaldemokratycznymi ze Szwajcarii do Rosji, słynnym zaplombowanym pociągiem wraz z Włodzimierzem Leninem. Do Piotrogrodu przybyli w początkach kwietnia 1917 roku. Po przyjeździe stał się jednym z głównych organizatorów PPS-Lewicy na terenie Rosji. Został dokooptowany do Centralnego Komitetu Wykonawczego (CKW) PPS-Lewicy w Rosji, wchodził w jego skład od maja 1917 r. do grudnia 1918. Członkiem kolegium redakcyjnego oficjalnego organu CKW „Robotnik w Rosji”, współpracował ponadto z wydawanymi w okupowanym przez państwa centralne Królestwie Polskim pismami PPS-Lewicy: „Kurierem Lubelskim” i „Głosem Robotniczym”. Początkowo opowiadał się za współpracą PPS-Lewicy z międzydzielnicowcami (mienszewikami-internacjonalistami), był związany z grupą Julija Martowa. Od lipca 1917 r. wchodził w skład sekretariatu Socjaldemokratycznej Partii Robotniczej Rosji (frakcja międzydzielnicowców). W czerwcu 1917 r. uczestniczył w Zjeździe Wojskowych Polaków w Piotrogrodzie. Wchodził do biura zorganizowanego w związku ze zjazdem przez PPS-Lewicę i SDKPiL. Od lipca 1917 r. z polecenia CKW PPS-Lewicy przebywał kolejno w Moskwie, Samarze, Tule, Charkowie, Odessie i Mikołajowie, działając wśród ludności polskiej i w lokalnych organizacjach partii. Powołany przez Komisariat do Spraw Polskich na funkcję komisarza do spraw polskich guberni charkowskiej jednak faktycznie nie objął stanowiska w związku ze sprzeciwem miejscowych organizacji lewicy polskiej przeciwko narzuconemu odgórnie kandydatowi.
Jesienią 1918 związał się ostatecznie z partią bolszewicką. Od grudnia 1918 był członkiem Rosyjskiej Komunistycznej Partii (bolszewików) (RKP(b)). W 1919 był redaktorem „Głosu Komunisty”, wydawanego przez Komitet Kijowski Sekcji Polskiej Komunistycznej Partii (bolszewików) Ukrainy (KP(b)U) i „Sztandaru Komunizmu”, organu Sekcji Polskiej przy Federacji Grup Zagranicznych KP(b)U. Od września 1919, po zajęciu Ukrainy przez Siły Zbrojne Południa Rosji przebywał w Moskwie, był członkiem Biura Polskiego przy KC RKP(b) i Biura Wykonawczego Komunistycznej Partii Robotniczej Polski (KPRP) w RFSRR. Uczestnik I (1919), II (1920) i III (1921) Ogólnorosyjskiej Narady Komunistów-Polaków. Pracował w Komisji Redakcyjno-Wydawniczej Biura Polskiego przy KC RKP(b), był przedstawicielem tej komisji przy Rewolucyjnej Radzie Wojennej RFSRR. Równolegle w l. 1919–20 był członkiem Kolegium Komisariatu Ludowego Oświaty RSFRR. W grudniu 1919 uczestniczył w VII Wszechrosyjskim Zjeździe Rad.
W lutym 1920 skierowany został przez Biuro Polskie przy KC RKP(b) do Kijowa. Jako pełnomocnik Biura współpracował z „Głosem Komunisty” i „Przeglądem Komunistycznym”. Jako członek komitetu gubernialnego KP(b)U guberni kijowskiej był w 1920 delegatem na IV Ogólnoukraińską Konferencję KP(b)U i IX Zjazd RKP(b). Od kwietnia 1920 członek Biura Organizacyjnego KC KP(b)U i Galicyjskiego Komitetu Organizacyjnego KP(b)U.
W początkach lipca 1920 był organizatorem, a następnie kierownikiem Wydziału Zagranicznego KC KP(b)U (Zakordotu) i członkiem Kolegium Polskiego Oddziału Wydawniczego Zakordotu. Od 19 VII 1920 przebywał w Piotrogrodzie, uczestnicząc w II Kongresie Kominternu. W czasie kongresu wyjechał do Białegostoku, gdzie 30 VII ogłoszono o powstaniu Tymczasowego Komitetu Rewolucyjnego Polski (Polrewkomu), rządu marionetkowego planowanej Polskiej Socjalistycznej Republiki Rad. Został członkiem Polrewkomu, odpowiedzialnym za propagandę, sprawy wydawnicze, kulturę i oświatę. Pisywał liczne artykuły w wydawanym w sierpniu 1920 „Gońcu Czerwonym” – organie TKRP.
Po klęsce Armii Czerwonej w Bitwie Warszawskiej i zaprzestaniu funkcjonowania Polrewkomu powrócił na Ukrainę. Od końca sierpnia 1920 kierował sekcją polską Wydziału Agitacji i Propagandy Rewolucyjnej Rady Wojennej Republiki. W listopadzie na V Konferencji KP(b)U został wybrany w skład KC KP(b)U i nowo utworzonej Komisji Kontroli. Członkiem Komitetu Centralnego KP(b)U był pomiędzy 22 listopada 1920 a 4 kwietnia 1923. Na plenum KC KP(b)U, wybrany został zastępcą członka Biura Politycznego KC, członkiem Biura Organizacyjnego i sekretarzem Komisji Kontroli (22.3.1921 – 9.12.1921). W latach 1920–1921 kierował Wydziałem Agitacji i Propagandy KC KP(b)U. Od r. 1920 był też członkiem Centralnego Komitetu Wykonawczego (CIK) USRR i Wszechrosyjskiego Centralnego Komitetu Wykonawczego (WCIK) RFSRR, do którego wybrany został na VIII Ogólnorosyjskim Zjeździe Rad. W 1921 w składzie delegacji KP(b)U uczestniczył w X Zjeździe RKP(b) i III Kongresie Kominternu. Od 22 marca do 9 grudnia 1921 I sekretarz KC KP(b)U, jednocześnie 1921-22 naczelnik Ukraińskiego Zarządu Politycznego Armii Czerwonej. 14 lutego 1921, wraz z Jurem Kociubinskim, podpisał w Moskwie traktat pokojowy pomiędzy USRR a Litwą.
Jesienią 1922 roku, wraz z Julianem Marchlewskim, wysunął na IV kongresie Międzynarodówki inicjatywę powołania w ZSRR na terenach położonych blisko granicy z Polską i zamieszkałych w większości przez polską ludność polskich jednostek administracyjnych o charakterze autonomicznym (późniejsze tzw. "Marchlewszczyzna" i "Dzierżyńszczyzna").
Od 1922 w Moskwie. W latach 1922–1923 sekretarz Komitetu Wykonawczego Kominternu (IKKI), w latach 1924–1935 członek Międzynarodowej Komisji Kontroli Kominternu, od 1927 wiceprzewodniczącym tej komisji. Uczestniczył w IV (1922), V (1924), VI (1928), VII (1935) kongresach Kominternu. Od 1922 członek Stowarzyszenia Starych Bolszewików. W 1922 współzałożyciel, następnie działacz Międzynarodowej Organizacji Pomocy Rewolucjonistom (MOPR). Delegat na XI (1922), XII (1923), XIII (1924), XIV (1925) zjazd RKP(b), następnie XV (1927), XVI (1930) i XVII (1934) zjazdy WKP(b). W walkach frakcyjnych w WKP(b) poparł Józefa Stalina, na XV Zjeździe WKP(b) w grudniu 1927 opowiedział się za wykluczeniem z WKP(b) 75-osobowej grupy działaczy Lewicowej Opozycji z Lwem Trockim i Grigorijem Zinowjewem
W latach 1931–1933 przewodniczący Ogólnozwiązkowego Komitetu Radiofonii ZSRR. W latach 1933–1937 kierował Wydziałem Muzeów w Komisariacie Ludowym Oświaty. Redaktor naczelny pism: organu Armii Czerwonej Красная звезда (1925 – 1928), codziennego pisma KC WKP(b) Рабочaя газетa (1928–1930) i wychodzącego w jęz. polskim organu Biura Polskiego przy KC WKP(b) – Trybuna Radziecka, pisma Наша страна (1937 – 28 lipca 1941). Od lutego 1941 współpracował z wydawanym pod redakcją Wandy Wasilewskiej w anektowanym przez ZSRR Lwowie pismem Nowe Widnokręgi. W skład kolegium redakcyjnego pisma wchodziła córka Kona Helena Usijewicz.
Po wybuchu wojny niemiecko-sowieckiej 22 czerwca 1941 pierwszy kierownik utworzonej wówczas sekcji polskiej Radia Moskwa. Zmarł podczas ewakuacji z Moskwy do Kujbyszewa. Pochowany na Cmentarzu Nowodziewiczym w Moskwie.
Autor książki Narodziny wieku.
Dzieci: córka – Helena Usijewicz (1893-1968), sowiecki krytyk literacki i tłumacz; syn – Aleksandr Kon (1897-1941), ekonomista sowiecki, profesor Uniwersytetu Moskiewskiego, jako ochotnik zginął w obronie Moskwy.